# Jaime de Borbón (1908–1975)
Jaime Leopoldo Isabelino Enrique de Borbón y Battenberg (ur. 23 czerwca 1908 w Segowii, zm. 20 marca 1975 w Sankt Gallen) –  hiszpański infant, książę Segowii i Andegawenii. Przez legitymistów francuskich uważany był za pretendenta do tronu Francji (jako Jakub II, rzadziej jako Jakub-Henryk VI). Był drugim synem króla Hiszpanii Alfonsa XIII i Wiktorii Eugenii, córki Henryka Battenberga. Jego najstarszy brat Alfons, chory na hemofilię, zrzekł się praw do korony hiszpańskiej, aby ożenić się z osobą niższego stanu.

## Życiorys
Urodził się w królewskim pałacu Granja de San Ildefonso w Segowii. W dzieciństwie przeszedł operację wyrostka sutkowatego, wskutek której stał się głuchoniemy. Później nauczył się jednak czytać z ruchu warg swoich rozmówców i w ten sposób nauczył się hiszpańskiego, francuskiego i angielskiego i włoskiego. Na skutek swojego upośledzenia 21 czerwca 1933 zrzekł się praw do tronu hiszpańskiego na rzecz swojego młodszego brata Juana w imieniu swoim i swojego potomstwa. Dwa lata później z okazji ślubu uzasadnił swoją decyzję na piśmie: „Aby zapobiec przyszłym dyskusjom, gdy podejmowałem decyzję zawarcia związku małżeńskiego, wybrałem żonę spoza grona rodzin królewskich, co jest warunkiem koniecznym w świetle odwiecznych praw naszej ojczyzny i dynastii, aby nasi potomkowie nie mogli próbować dochodzić jakichkolwiek praw”.
4 marca 1935 ożenił się w Rzymie z Emmanuelle de Dampierre (1913–2012), córką francuskiego arystokraty, Rogera de Dampierre, 2. księcia San Lorenzo, i włoskiej księżniczki Donny Vittorii Ruspoli. Jaime i Emmanuelle mieli dwóch synów:
- Alfonso Jaime (ur. 20 kwietnia 1936, zm. 30 stycznia 1989), książę Kadyksu i Andegawenii, legitymistyczny pretendent do tronu Francji
- Gonzalo (ur. 5 czerwca 1937, zm. 27 maja 2000), książę Akwitanii

Z okazji małżeństwa otrzymał od ojca tytuł księcia Segowii. Małżeństwo księcia nie było jednak udane. Opowiadano wówczas straszne historie o podróży poślubnej nowożeńców. Apetyty seksualne don Jaima miały tak przestraszyć świeżo upieczoną małżonkę, że zamknęła się w swoich apartamentach i wzywała pomocy przez telefon. Po narodzinach dwóch synów para faktycznie żyła w separacji, ale małżonkowie mieszkali w jednym domu i księżna Segowii opuściła go dopiero w 1946. Rok później uzyskał rozwód w Bukareszcie, nie uznany w Hiszpanii i przez francuskich legitymistów.
Po śmierci ojca w 1941 został legitymistycznym pretendentem do tronu Francji pod imieniem Jakuba II lub Jakuba-Henryka VI. 28 marca 1946 przyjął tytuł księcia Andegawenii. 3 sierpnia 1949 w Innsbrucku poślubił Charlotte Luise Auguste Tiedemann (ur. 2 stycznia 1919, zm. 3 lipca 1979), córkę Ottona Tiedemanna. Małżeństwo to nie zostało uznane przez Kościół, Hiszpanię i legitymistów. Pozostało ono bezdzietne.
6 grudnia 1949 Jakub wycofał swoją rezygnację z praw do hiszpańskiego tronu. Został on uznany przez niewielki odłam karlistów jako król Jakub IV. 3 maja 1964 przyjął tytuł księcia Madrytu. Dopiero 19 lipca 1969, na prośbę swojego syna, ponownie zrezygnował z pretensji do tronu hiszpańskiego na rzecz swojego bratanka Juana Carlosa.
Ostatnie lata życia Jakuba upłynęły na sporach z rodziną. Książę roztrwonił spadek po swoim ojcu i musiał opuścić rezydencję Rueil-Malmaison. W 1960 jego synowie złożyli pozew do francuskiego sądu o rozciągnięcie nad nim kurateli, utrzymując, że utracił rozum i oskarżając go o roztrwonienie majątku. W 1962 sąd oddalił pozew i uznał Jakuba całkowicie odpowiedzialnym za swoje czyny.
Książę Segowii i Andegawenii zmarł w 1975 w wieku 67 lat w szpitalu w Sankt Gallen w Szwajcarii, wskutek urazu czaszki doznanego podczas kłótni z żoną. Został pochowany w Eskurialu.